# Menhiry de la Veissière
Menhiry de la Veissière, někdy nazývané též menhiry de la Fare jsou největší skupinou menhirů v oblasti Cham des Bondons. Jednotlivé menhiry jsou rovněž jedny z největších v této oblasti a dosahují výšky až 5 m. Menhiry jsou staré asi 4000 let a nacházejí se jižně od samoty La Vaissière. Celkem tato skupina menhirů čítá 40 kamenů nalézajících se na velké ploše pastvin za samotou. V nedávné minulosti byly povalené menhiry znovu vztyčeny.

## Fotogalerie

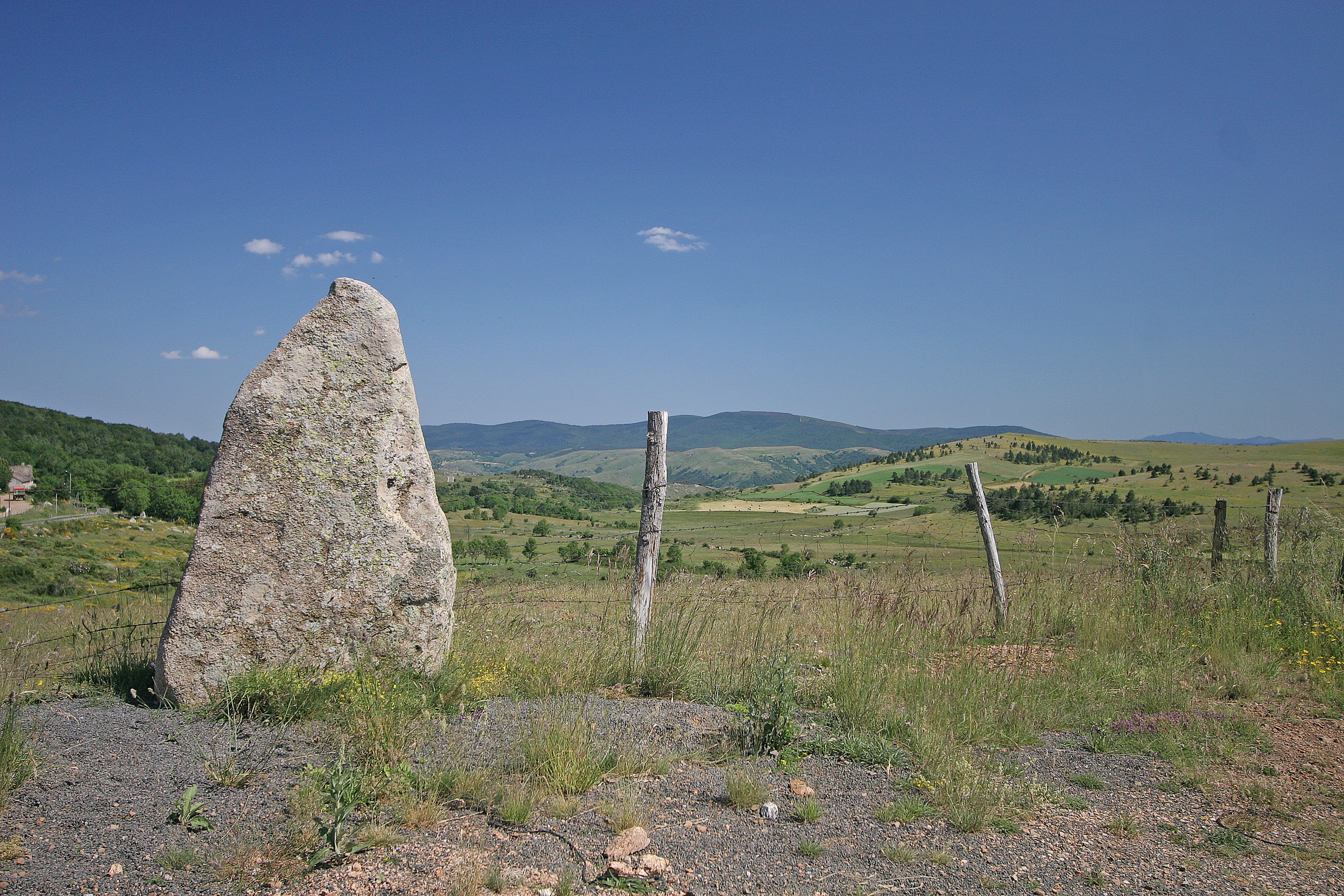
Menhiry de la Veissière
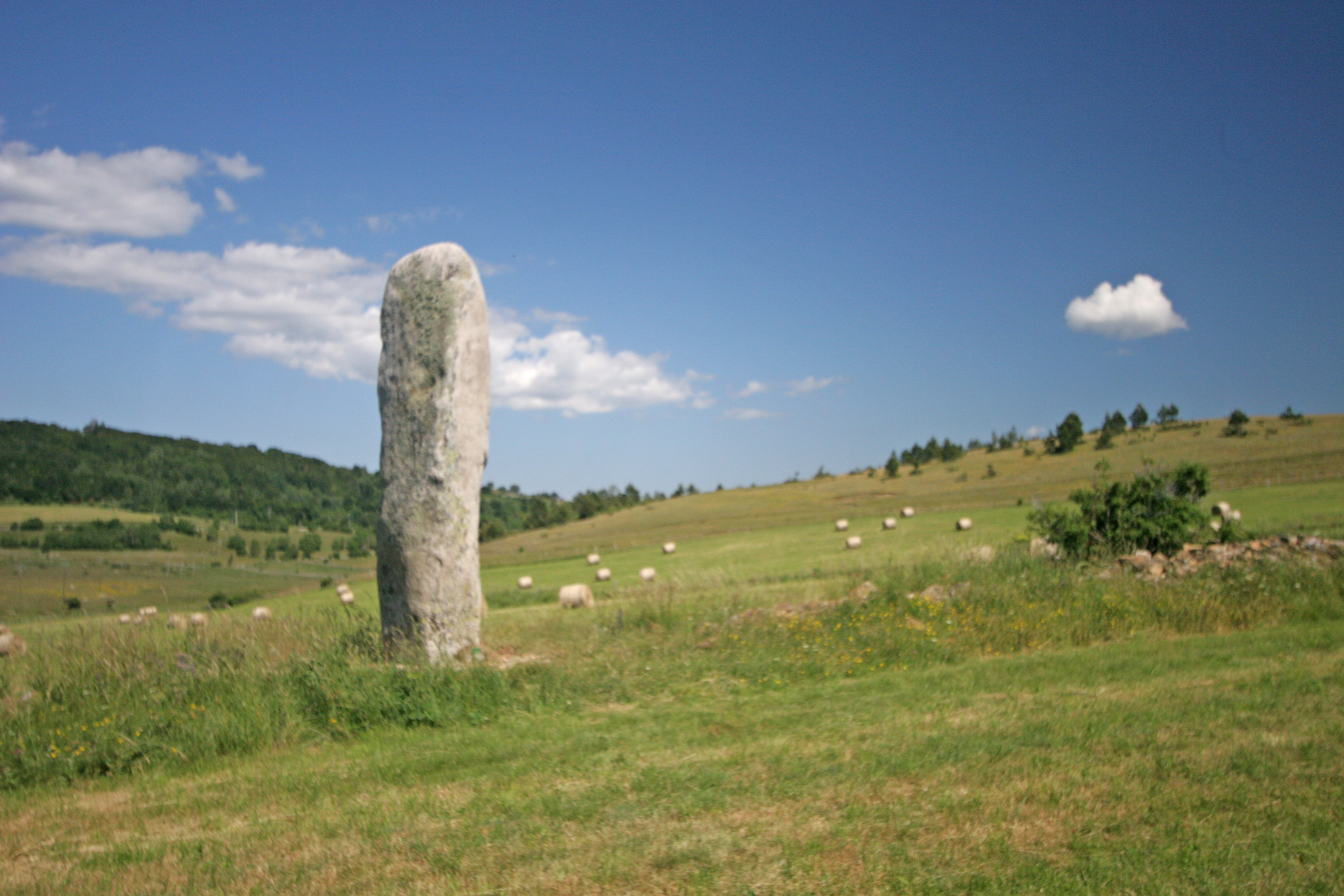
Menhiry de la Veissière
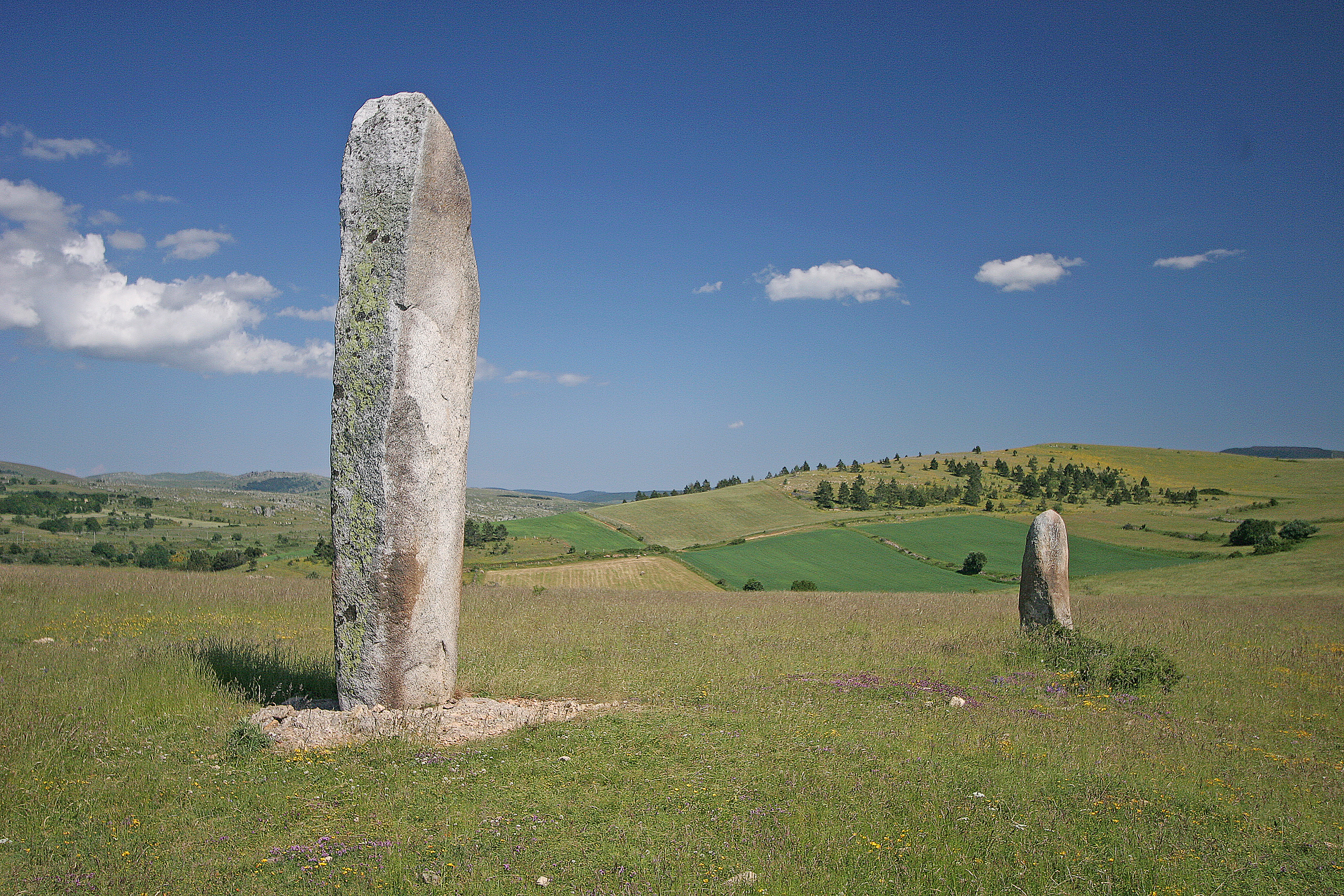
Menhiry de la Veissière
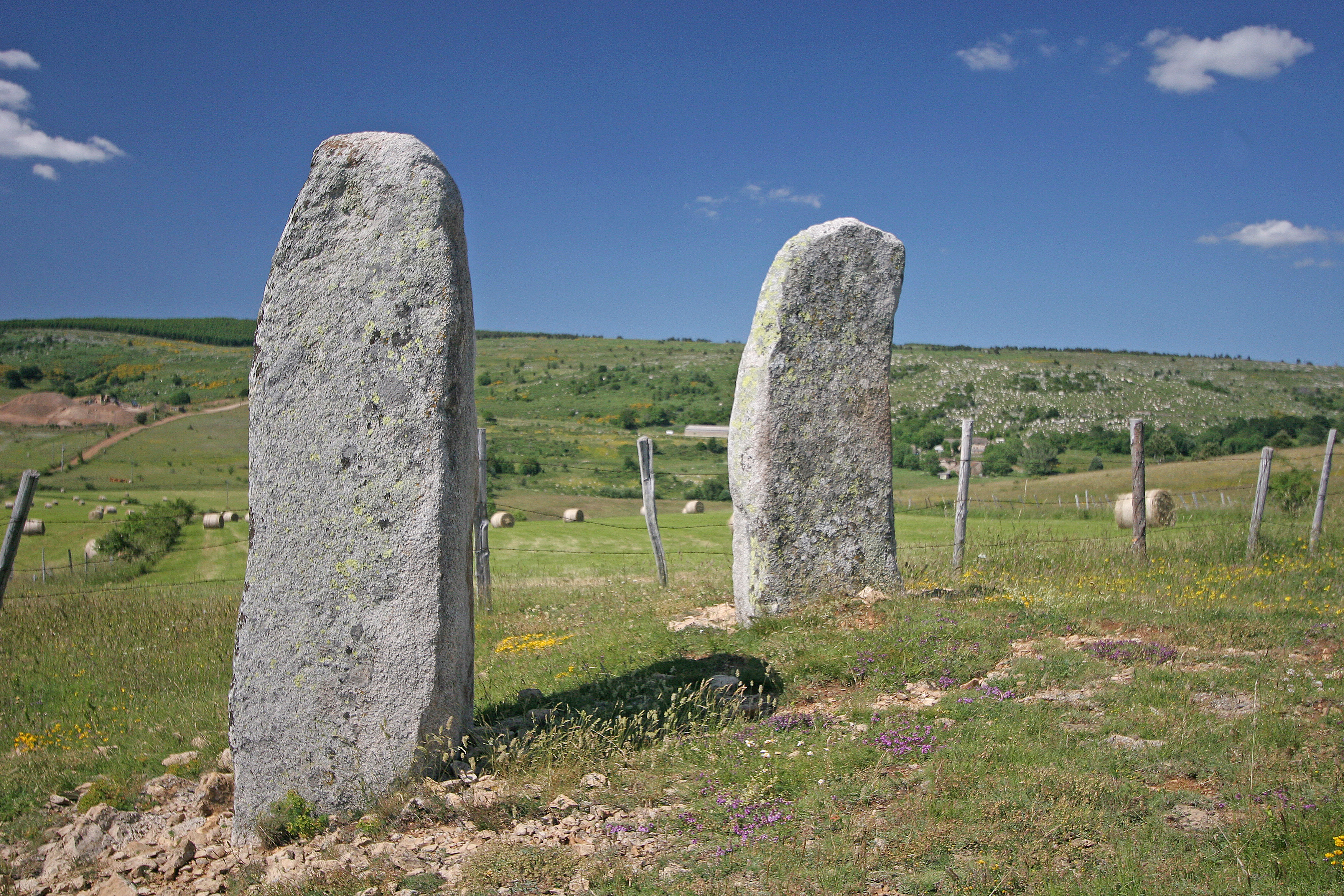
Menhiry de la Veissière
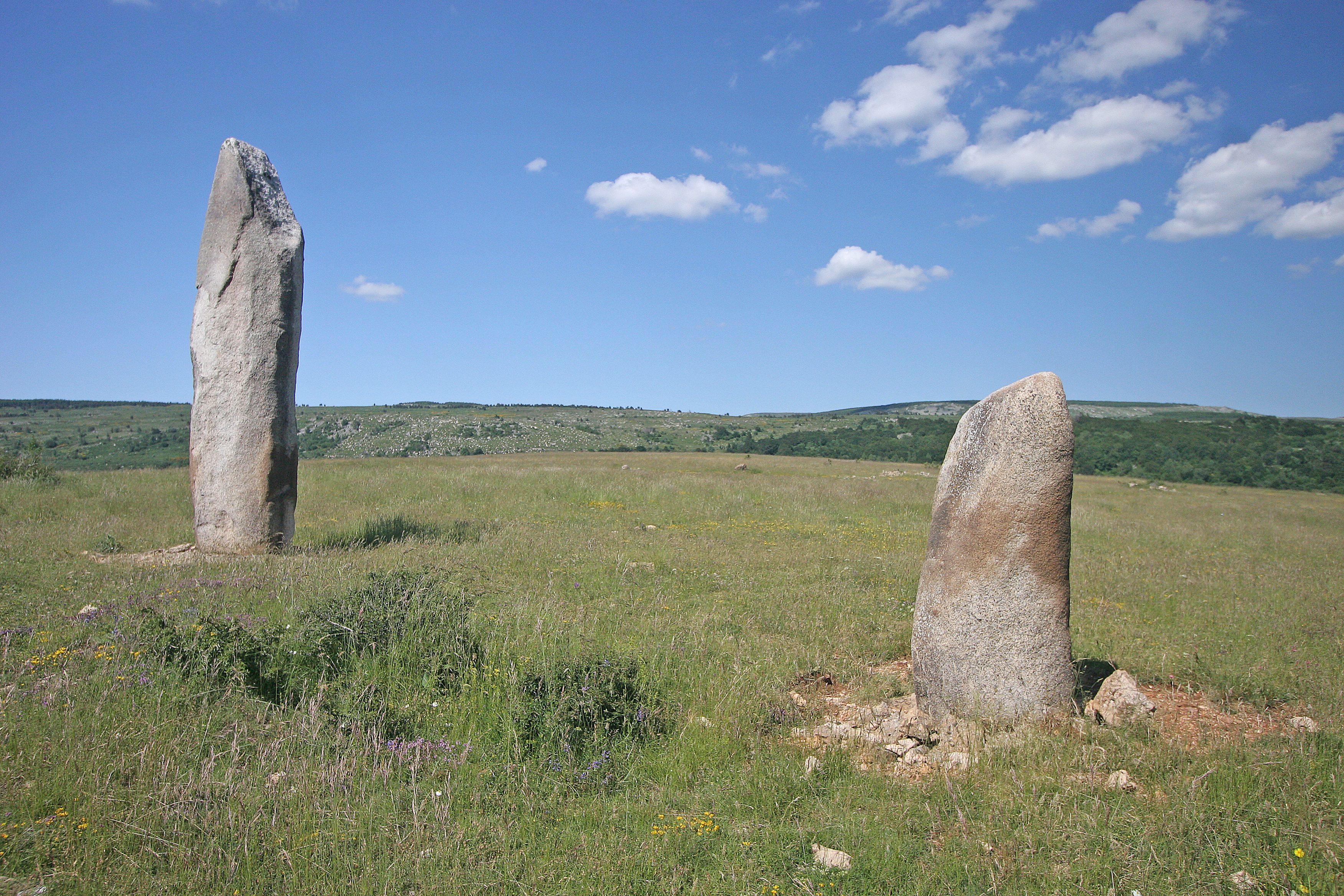
Menhiry de la Veissière
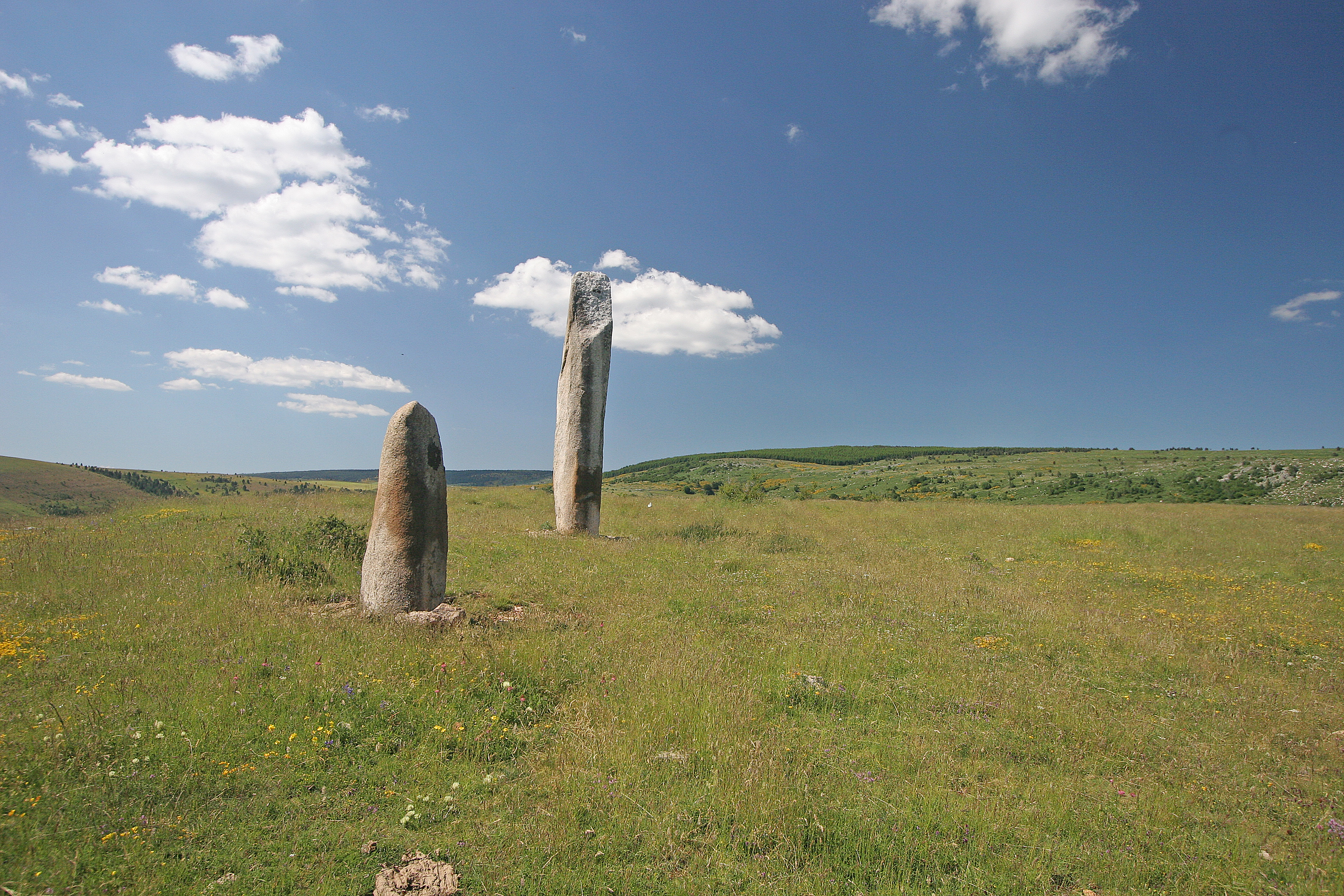
Menhiry de la Veissière